# Résolution 1735 du Conseil de sécurité des Nations unies
Membres permanents
- Chine
- États-Unis
- France
- Royaume-Uni
- Russie

Membres non permanents
- Argentine
- Congo
- Danemark
- Ghana
- Grèce
- Japon
- Pérou
- Qatar
- Slovaquie
- Tanzanie

Résolution no 1714 Résolution no 1716
La résolution 1735 du Conseil de sécurité des Nations Unies a été adoptée à l'unanimité le 22 décembre 2006. Après avoir rappelé les résolutions 1267 (1999), 1333 (2000), 1363 (2001), 1373 (2001), 1390 (2001), 1452 (2002), 1455 (2003), 1526 (2004), 1566 (2004), 1617 (2005), 1624 (2005) et 1699 (2005) sur le terrorisme, le Conseil de sécurité a approuvé des mesures visant à améliorer l'identification et le contrôle des terroristes. 

## Résolution

### Préambule
Le Conseil de sécurité considère le terrorisme comme l’une des plus grandes menaces à la paix et à la sécurité internationales. Elle a condamné et exprimé sa préoccupation face au nombre croissant d’attaques perpétrées par Al-Qaïda, Oussama ben Laden, les talibans et d’autres individus et groupes. Les membres du Conseil ont réaffirmé que le terrorisme ne pouvait être vaincu que par une approche globale avec la participation active et la coopération de tous les pays et organisations internationales. Dans ce contexte, le dialogue entre le Comité des sanctions 1267 et les États était important, et la coopération avec Interpol était la bienvenue.
Parallèlement, le préambule de la résolution exprimait également des inquiétudes quant à l’utilisation abusive d’ Internet par des groupes et des individus terroristes, soulignant en outre la nature changeante de la menace, notamment dans la manière dont les terroristes promouvaient leurs idéologies.

### Dispositif
Les mesures suivantes ont été adoptées en vertu du Chapitre VII de la Charte des Nations Unies, ce qui les rend obligatoires en vertu du droit international public.
Tous les pays ont été tenus d’imposer un embargo sur les armes, une interdiction de voyager et des sanctions financières contre tous les groupes et individus terroristes. En outre, les pays pouvaient proposer des noms à inscrire sur une liste des sanctions et devaient utiliser le formulaire fourni dans l’annexe de la résolution. Le Comité 1267 a été chargé d’élaborer, d’adopter et de mettre en œuvre des lignes directrices concernant les personnes à retirer de la liste.
La résolution détaille ensuite les procédures de mise en œuvre des mesures, en prenant note des exemptions, de la coopération et de l’échange d’informations, des sanctions contre les talibans et de la sensibilisation. Le mandat de l’Équipe de surveillance basée à New York a été prolongé pour une période supplémentaire de 18 mois. Ses responsabilités ont été décrites dans l’annexe de la résolution, y compris le traitement des cas de non-respect des sanctions. 

## Voir également
- Comité contre le terrorisme
- Notice rouge
- Liste des résolutions du Conseil de sécurité des Nations unies sur l'Afghanistan
- Résolution 1988 du Conseil de sécurité des Nations unies